# 阿尔沃斯
阿尔沃斯，是西班牙安达卢西亚自治区阿尔梅里亚省的一个市镇。 总面积168km2, 总人口9795人（2001年），人口密度58人/km2。

## 地理位置
西班牙南部的阿尔曼佐拉河谷。

## 人口趋势
1980年来，因为大理石生意而刺激的人口增加达到了150%。

## 经济状况
该市主要从事大理石工业，所生产大理石质量上乘。据调查，该地的大理石矿还可以维持200年。